# The Spell of the Yukon
The Spell of the Yukon è un film muto del 1916 diretto da Burton L. King (con il nome Burton King).
La storia, scritta per lo schermo da Aaron Hoffman, è ispirata al lavoro poetico The Spell of the Yukon di Robert Service che fa parte di Songs of a Sourdough, pubblicato a Toronto nel 1907.

## Trama
Forzato da Albert Temple a partire per evitare una falsa accusa di appropriazione indebita, Jim Carson deve lasciare così campo libero al rivale che può convolare a nozze con Elena, la ragazza amata da entrambi.
Dopo diciotto anni, fatta fortuna in Alaska, Jim ritorna a casa insieme al figlio adottivo Bob Adams. Il ragazzo si innamora di Dorothy, la figlia di Elena e Albert. Ma Jim si rifiuta di acconsentire al matrimonio di Bob con la figlia dell'uomo che lo ha fatto cacciare. Quando però Elena gli confesserà che Dorothy è, invece, figlia sua, Jim cambierà idea.

## Produzione
Il film fu prodotto dalla Popular Plays and Players Inc.

## Distribuzione
Il copyright del film, richiesto dalla Popular Plays and Players, Inc., fu registrato il 24 maggio 1916 con il numero LP8342.

Distribuito dalla Metro Pictures Corporation, il film uscì nelle sale cinematografiche statunitensi il 15 maggio 1916.
Non si conoscono copie ancora esistenti della pellicola che viene considerata presumibilmente perduta.